# Vincencov

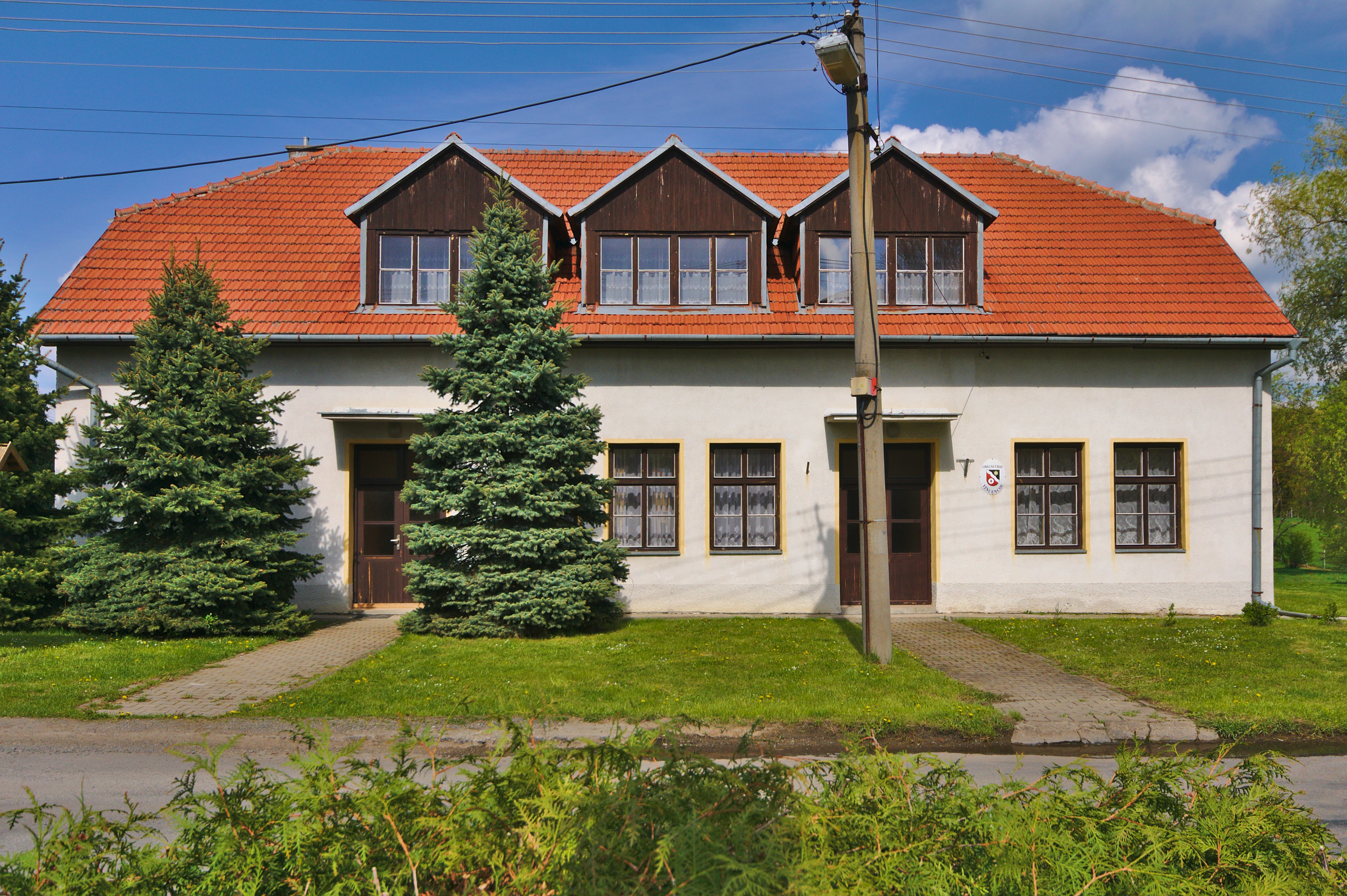
Gemeindeamt

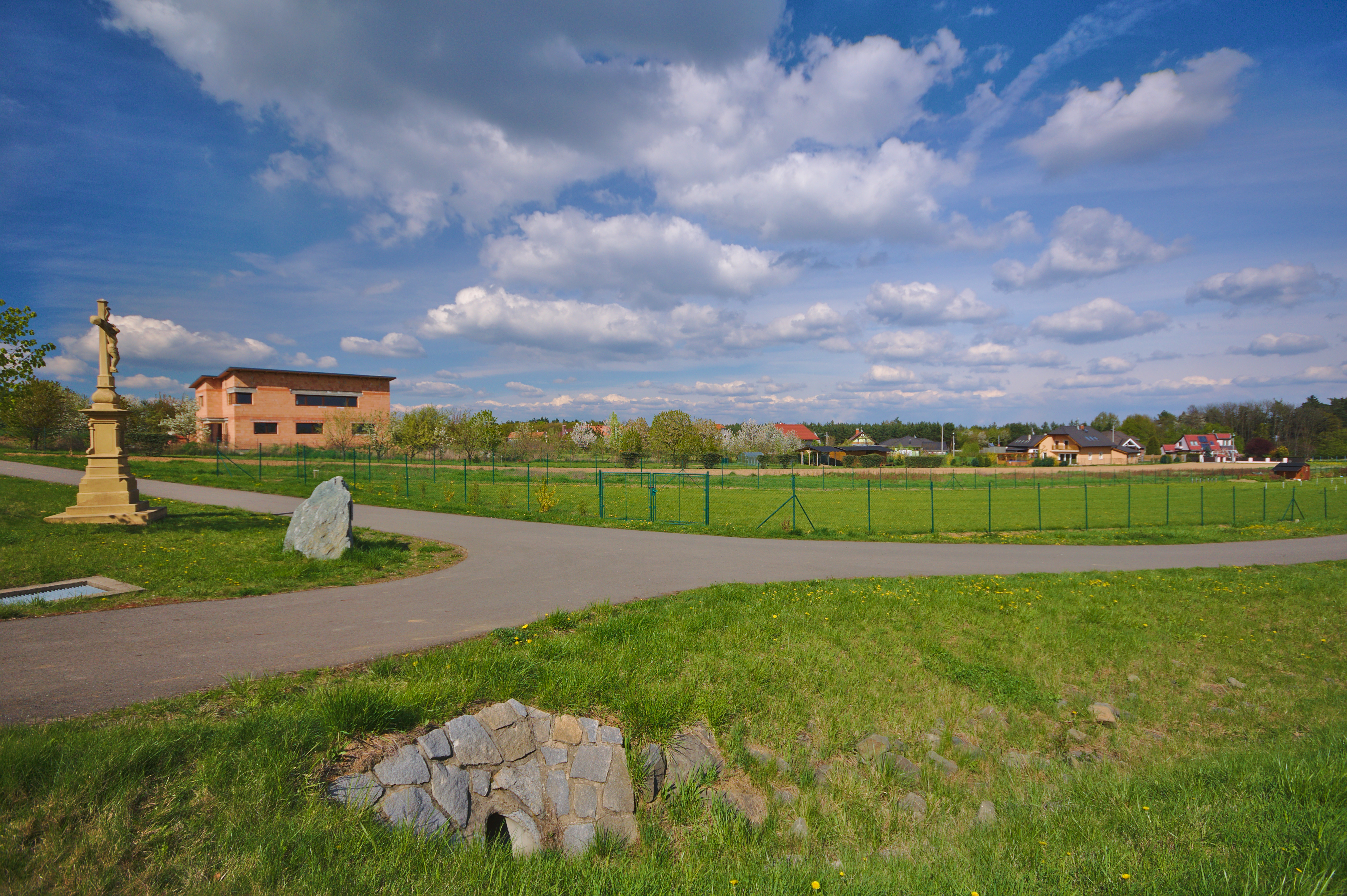
Blick von Süden auf das Dorf

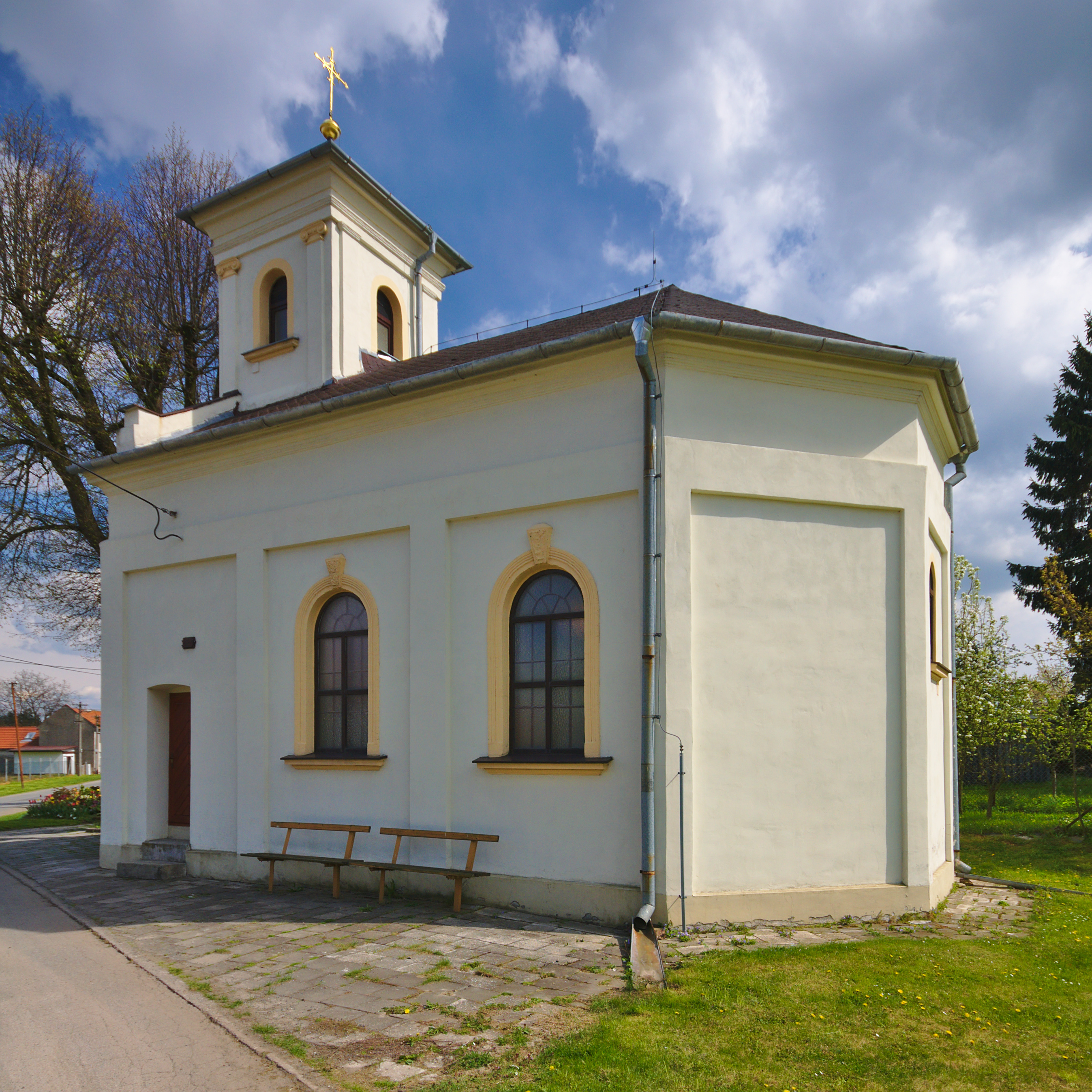
Kapelle des hl. Florian

Vincencov (deutsch Vinzenzdorf, auch Vincenzdorf) ist eine Gemeinde in Tschechien. Sie liegt acht Kilometer südwestlich von Prostějov und gehört zum Okres Prostějov.

## Geographie
Das Gassendorf Vincencov befindet sich in den östlichen Ausläufern des Drahaner Berglandes. Nördlich des Dorfes entspringt der Bach Kelčický potok. Im Nordosten erhebt sich die Plániva (347 m. n.m.), westlich die Strážná (409 m. n.m.) und die Kamenice (385 m. n.m.) sowie im Nordwesten der Markovec (398 m. n.m.) und der Křenůvský kopec (411 m. n.m.).
Nachbarorte sind Seloutky und Určice im Norden, Plániva und Dětkovice im Nordosten, Vranovice im Osten, Dobrochov im Südosten, Dolní Otaslavice im Süden, Kobylničky im Südwesten, Myslejovice im Westen sowie Křenůvky und Alojzov im Nordwesten.

## Geschichte
Seit dem Beginn des 14. Jahrhunderts ist auf den heutigen Fluren der Gemeinde das Dorf Chřelova Lhota nachweislich. Filip von Vranovic verkaufte das Dorf im Jahre 1342 an die Brüder Soběhrd und Ondřej von Otaslavic. Seit dieser Zeit wurde das Dorf nur noch als Lhota bezeichnet und dem Gut Otaslavice zugeschlagen. Das Dorf Lhota wurde 1419 letztmals erwähnt. Als Ctibor Tovačovský von Cimburk 1492 das von Machna von Waldstein geerbte Gut Otaslavice an Jakob von Šarow und dessen Mündel Hynek Brodecký von Otaslavic und Niklas von Otaslavic überschrieb, wurde Lhota als wüst bezeichnet. Wahrscheinlich erlosch das Dorf während der Hussitenkriege oder des Böhmisch-ungarischen Krieges. Auf den Fluren der Wüstung Lhota ließen die Besitzer des Gutes Otaslavice im 16. Jahrhundert den Meierhof Neuhof anlegen, der volkstümlich als Otaslavský Dvorek bezeichnet wurde. 
Im Jahre 1798 ließ der Besitzer der Herrschaft Prödlitz, Franz Anton d. Ä. Graf von Schrattenbach, den zum Gut Ottaslawitz gehörigen Meierhof Neuhof aufheben und seine Gründe parzellieren. Auf den Fluren des Hofes entstand eine aus 20 Anwesen in einer doppelten Häuserreihe bestehende Familiantenkolonie, die zunächst nach dem Hof mit Nový Dvorec benannt wurde. Wenig später erhielt die Siedlung nach dem Bruder des Gründers, Fürstbischof Vinzenz Joseph von Schrattenbach, den Namen Vinzenzdorf. Nachdem das Grafengeschlecht von Schrattenbach 1816 mit dem Tode des Fürstbischofs im Mannesstamme erloschen war, fiel die Herrschaft Prödlitz seiner Großnichte Isabella Henriette Gräfin von Schrattenbach (1809–1875), die 1827 Gusztáv Jozsef Graf Kálnoky von Kőröspatak heiratete und die Schrattenbachschen Güter in die Ehe einbrachte.     
Im Jahre 1835 bestand das im Olmützer Kreis gelegene Dorf Vincenzdorf bzw. Wjncencow, auch Dworek genannt, aus 22 Häusern mit 180 Einwohnern. Haupterwerbsquelle bildeten die Landwirtschaft sowie die Fertigung und der Handel mit Peitschenstielen. Pfarr- und Schulort war Ottaslawitz. Bis zur Mitte des 19. Jahrhunderts blieb Vincenzdorf der Allodialherrschaft Prödlitz untertänig.
Nach der Aufhebung der Patrimonialherrschaften bildete Vincencov / Vinzenzdorf ab 1850 eine Gemeinde im Gerichtsbezirk Proßnitz. In dieser Zeit wurde das Dorf stark erweitert. Im Jahre 1867 zerstörte ein Brand den größten Teil des Dorfes. 1869 gehörte Vincencov zum Bezirk Proßnitz; zu dieser Zeit hatte das Dorf 137 Einwohner und bestand aus 41 Häusern. Im Jahre 1900 lebten in Vincencov 173 Personen; 1910 waren es 207. Nach dem Ersten Weltkrieg zerfiel der Vielvölkerstaat Österreich-Ungarn, das Dorf wurde 1918 Teil der neu gebildeten Tschechoslowakischen Republik. Beim Zensus von 1921 lebten in den 44 Häusern von Vincencov 203 Tschechen. 1930 bestand Vincencov aus 48 Häusern und hatte 216 Einwohner. Von 1939 bis 1945 gehörte Vincencov / Vinzenzdorf zum Protektorat Böhmen und Mähren. Im Jahre 1950 hatte Vincencov 219 Einwohner. 1961 erfolgte die Eingemeindung nach Otaslavice. Mit Beginn des Jahres 1993 löste sich Vincencov wieder von Otaslavice los und bildete eine eigene Gemeinde. Beim Zensus von 2001 lebten in den 55 Häusern von Vincencov 90 Personen.

## Sehenswürdigkeiten
- Kapelle des hl. Florian, sie wurde auf einem erhöhten Platz am südöstlichen Rand des alten Dorfes errichtet und befindet sich heute im Ortszentrum. An einem Blindfenster ist eine Gedenktafel für die Gefallenen des Ersten Weltkrieges abgebracht.
- Steinernes Kreuz, vor der Kapelle
- Steinernes Kreuz, am südlichen Ortsrand
- Naturreservat Blátka, östlich des Dorfes im Tal des Kelčický potok. Im Reservat befindet sich ein Bildbaum mit einem Andachtsbild des hl. Schutzengel